# Медді Боумен
Ме́дді Бо́умен (англ. Maddie Bowman; нар. 10 січня 1994, Саут-Лейк-Тахо, Каліфорнія, США) — американська фристайлістка, чемпіонка зимових Олімпійських ігор 2014 року в хафпайпі.